# Геммінгени
Рід фон Геммінген сходить до імперського алеманського лицарського роду, споконвічні родові володіння яких знаходилися в Геммінгені, в Крайхгау. Геммінгени, існування яких документально підтверджено, починаючи з періоду високого Середньовіччя, є одним з найбільш розгалужених німецьких дворянських родів з численними володіннями в Крайхгау, Оденвальді, у Швабії та Франконії тощо.
У XIV столітті Геммінгени розділилися на дві, і понині присутні, гілки. Вони отримали свої назви від замків біля річки Неккаре, які потім стали їх головними резиденціями: Геммінген-Гуттенберг та Геммінген-Хорнберг.
У XVI — початку XVII століть з роду Геммінгенів вийшли єпископи Аугсбурга Іоганн Отто (1545-1598), Айхштетта Іоганн Конрад (1561-1612) та Майнца Уріель (1468-1514); причому останній був з 1508 по 1514 роки також архіканцлером Священної Римської імперії.
Протягом століть Геммінгени були камергерами, гофратами та високопоставленими військовими чиновниками при баденській, курпфальцській, вюртембергскій, бранденбург-ансбахській та інших дворах свого часу. Вони входили в лицарські кантони Крайхгау й Оденвальда, часто очолюючи їх; при цьому Карл Фрідріх Райнхард фон Геммінген (1739-1822) був також останнім генеральним директором імперського лицарства, і в той же самий час Еберхард Фрідріх фон Геммінген (†1791) очолював вюртемберзький уряд.
В XIX столітті Геммінгени були представлені як у баденських Станових зборах (1 палата), так і у вюртемберзькому ландтазі. В області мистецтва відомі композитор Ернст фон Геммінген-Хорнберг (1759-1813), а також письменник та друг Моцарта Отто Генріх фон Геммінген-Хорнберг (1755-1836).
У сучасній історії сім'ї значущий, в першу чергу, теолог Еберхард фон Геммінген (1936), з 1982 по 2009 рр. керував німецькомовною редакцією Радіо Ватикану.

## Герб

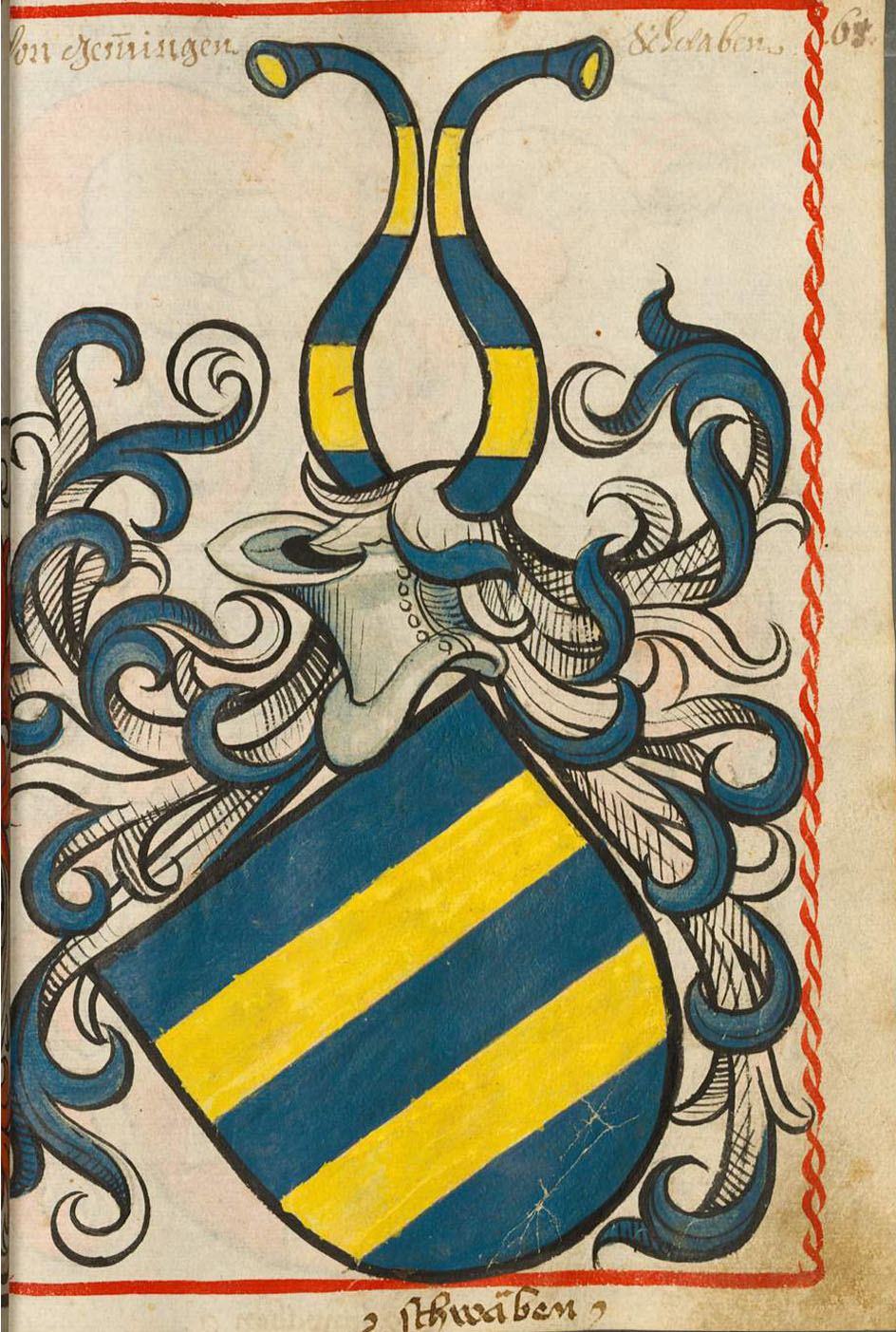
Герб Геммінгенів у гербовнику Шайблеров. (XV ст.)
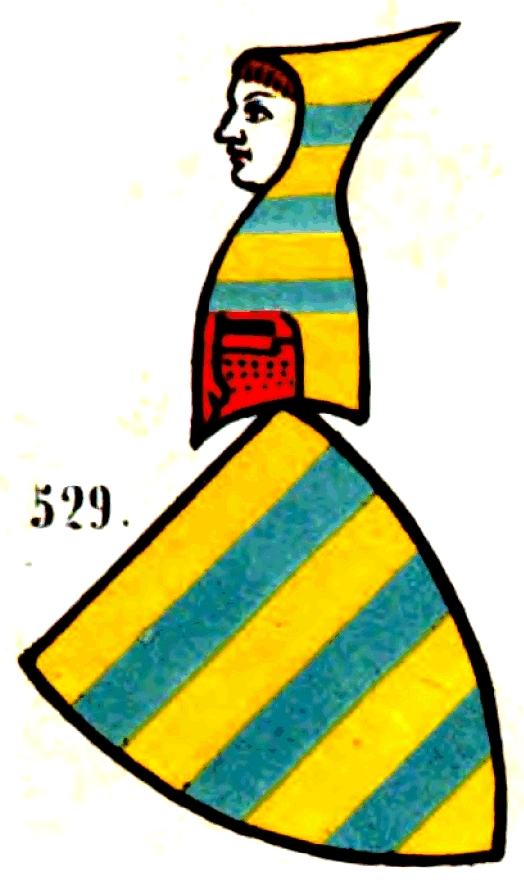
Герб Геммінгенів у Цюріхському виданні (I половина XIV століття)

Опис:
В блакитному полі дві золоті поперечні смуги. Над щитом — лицарський шолом з буйволиними рогами, колір яких розфарбований так само, як і щит.
В Цюріхському гербовнику XIV сторіччя зустрічається дещо інший варіант: в золотому полі 3 блакитні смуги.

## Фамільні володіння
- Нижній замок Геммінген (Геммінген) — у сімейному володінні з 1274 року
- Замок Штрайхенберг (Геммінген) — у сімейному володінні примерно з 1280 року по 1297 рік
- Маєток Даммхоф (Еппінген) — з 1362 року, використовується як стайні
- «Кам'яний будинок» (також Шлеглершлосс; Гаймсгайм) — у XV столітті
- Замок Бюрг (Ноєнштадт-ам-Кохер) — з 1456 року
- Замок Штайнегг (Нойгаузен) — з XV століття
- Замок Гуттенберг (Гасмерсгайм) — з 1449 року
- Замок Міхельфельд (Ангельбахталь) — з 1753 року
- Верхній замок Бонфельд (Бад-Раппенау) — з 1476 по 1958 рік
- Замок Маєнфельс (Вюстенрот) — з 1492 року
- Замок Фюрфельд (Бад-Раппенау) — з 1516 року
- Дворец Ешенау (Оберзульм) — з 1518 по 1650 рік
- Замок Нойгаус — з XVI століття
- Замок Леренштайнсфельд (Леренштайнсфельд) — з 1535 по 1649 рік
- Лаутенбагський двір (Едгайм) — з 1537 по 1621 рік
- Замок Престенек (Ноєнштадт-ам-Кохер) — з 1549 по 1841 рік
- Замок Буттергаузен (Мюнзінген) — з 1569 по 1812 рік
- Замок Фільзек (Угінген) — з 1573 по 1596 рік
- Замок Лібенфельс (Маммерн) — з 1574 по 1654 рік
- Замок Іттлінген (Іттлінген) — з 1577 року
- Замок Трешклінген (Бад-Раппенау) — XVI—XVII століття та з середини XIX століття
- Замок Бад-Раппенау — з 1592 по 1956 рік
- Геммінгенський замок Віддерн (Віддерн) — з 1600 по 1863 рік
- Замок Хорнберг (Неккарциммерн) — з 1612 року
- Старий замок Беінген (Фрайберг-ам-Неккар) — з 1673 року
- Замок Бабштадт (Бад-Раппенау) — з 1712 року
- Нижній замок (Тальгайм) — з середини XVIII століття по 1833 рік
- Новий замок (Неккарциммерн) — з 1740 по 1932 рік, використовується як ратуша
- Замок Роденштайн (Френкіш-Крумбах) — з 1747 року
- Замок Лен (Бад-Фрідріхсгалль) — з 1749 по 1814 рік
- Нижній замок (Бонфельд; Бад-Раппенау) — з1476 року (не існує)
- Маєток Хайгерн (Тальгайм) — з 1786 по 1813 рік
- Замок Маудах — з 1791 по 1795 рік
- Замок Хоффенхайм (Зінсгайм) — з 1781 по 1850 рік (не існує)
- Замок Унтербессенбах (Бессенбах) — з 1841 року
- Вилла Віллігст (Шверте) — з приблизно 1900 року
- Замок Фріденфельс (Фріденфельс) — з 1905 року
- Замок Поппенройт (Вальдерсгоф) — з 1905 року
- Замок Вайсенштайн (Штайнвальд) — з 1905 року
- Замок Воффенбах (Ноймаркт) — з 1937 по 1955 рік
- Геммінгенський двір (Бад-Вімпфен)
- Геммінгенський двір (Гайдельберг)
- Вальдердорфський двір (Бенсгайм) — з 1630 по 1710 рік
- Будинок Геммінгенів (Гернсбах) — з 1872 по 1919 рік
- Вілла Геммінген (Штутгарт) — з 1910 року